# Ben Acheampong
Ben Acheampong (2 febbraio 1939 – 2019) è stato un calciatore ghanese, di ruolo centrocampista.

## Carriera
Fu capocannoniere dell'edizione datata 1965 della Coppa d'Africa.